# Пожар в Чанше (1938)

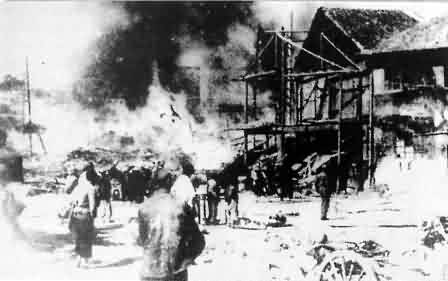
Пожар в Чанше

Пожар в Чанше 1938 года (китайское: 文夕大火), также известный как пожар Вэньси (китайское: 文大火), был одним из величайших пожаров, вызванным человеком, в масштабах всего города в китайской истории. В ответ на развитие ситуации национальное правительство приняло политику выжженной земли и сформулировало план по сожжению Чанши; однако до того, как этот план был официально реализован, ряд случайных факторов вынудил пожар выйти из-под контроля, что в конечном итоге вызвало гибель более 30 000 человек в Чанше и разрушение 90 % города, экономический ущерб составил 1 миллиард юаней. В результате этого пожара Чанша стала одним из наиболее пострадавших городов во время Второй мировой войны, наряду со Сталинградом, Хиросимой, Нагасаки, Токио, Дрезденом и другими.

## Предыстория
25 октября 1938 года город Ухань пал под властью Японской империи. Вскоре после этого большое количество беженцев и раненых солдат, в дополнение к правительственным учреждениям и заводам, были перемещены в Чаншу. Это вызвало демографический бум в городе, и число жителей подскочило с 300 000 до более чем 500 000. Хотя город долго готовился к такому сценарию, из-за ограниченных транспортных возможностей Чанши он все ещё не мог вместить такое количество товаров и людей.
8 ноября императорская японская армия вошла в северную Хунань. 11-го числа Юэян пал. Вскоре китайские и японские армии столкнулись вдоль реки Синьцян недалеко от Чанши. Обстановка в городе становилась все более напряженной.
Была полученая ложна информация, что японские императорские войска нападут на Чаншу с Востока. Чан уже произнес в Чанше речь о том, чтобы сжечь город, если он когда-нибудь рискует быть захваченным. Из-за отсутствия уверенности в удержании города Чан Кайши предложил сжечь город дотла, чтобы Японии ничего не досталось, даже если она решит насильственно войдёт в него. 10 ноября (некоторые говорят, что 12-го) председатель правительства Хунани Чжан Чжичжун, передал идею Чана своим подчиненным на совещании. Немедленно была организована группа поджигателей. Команда была разослана во все уголки города и получила приказ устроить пожар, как только на крыше здания Тяньсинь на юго-западе Чанши будет зажжен сигнальный огонь.

## События
Ранним утром 13 ноября возле павильона Тяньсинь в городе произошел пожар. Дин Сен из полка самообороны и другие солдаты немедленно подожгли свои дома. Солдаты подумали, что это сигнал о поджоге и кричали «огонь!». Все начали поджигать город. В одно мгновение городской огонь вспыхнул в небе, ветер помогал огню распространиться. Чжан Чжичжун получил донесение от адъютанта: «В городе много шума и произошел пожар». Пожар продолжался пять дней, уничтожив также несколько 2500-летних исторических предметов старины. Жители города изо всех сил пытались спастись, что привело к серьёзной аварии лодки на речном броде на реке Сян.

## Потери
В результате пожара погибло более 30 000 человек, сгорело более 56 000 домов в городе. Пожар обошелся в общий экономический ущерб в 1 миллиард долларов, что составило 43 % от общего объёма производства города. Были сожжены правительственные учреждения, включая провинциальное правительство, Департамент по гражданским вопросам, Строительный департамент, полицейский участок, командование гарнизона, провинциальные и муниципальные партийные штабы, департамент безопасности, местный суд, верховный суд, телеграф, телефонное отделение, почтовое отделение, муниципальная торговая палата, центральное информационное агентство, большинство или все здания, такие как Центральная радиостанция и различные редакции газет в Чанше; Сожженные или большинство сожженных школ или учебных заведений являются провинциальной хунаньской библиотекой и Первый педагогический институт Хунани, Средняя школа для девочек Южного Китая, школа Минг жен, средней школой Майо-пик, Первая средняя школа города Чанша, Зал народного собрания и другие 31 школы； Было разрушено более десяти банков, в том числе банк провинции Хунань, банк Цзянси Юйминь, банк Шанхая, банк коммуникаций и Банк Китая; было сожжено более 40 заводов. Среди них самой большой потерей стала текстильная фабрика № 1 в Хунани. Ущерб этой фабрике включает в себя убытки в размере 270 000 долларов из-за сожженных цехов; 960 000 долларов — от потери сырья; 600 000 долларов — от потери машин. Как один из четырёх рисовых городов в Чанше, из более 190 рисовых мельниц и зернохранилищ уцелели только 12 с половиной. Промышленность по производству шелковых тканей потеряла около 2 миллионов юаней, что составляет около 80 % активов отрасли. Были уничтожены все 40 предприятий отрасли. За исключением больницы Сянъя, все больницы в Чанше были сожжены дотла. Терраса Дингван, древнее место в Чанше, также была полностью сожжена; все здания внутри также были разрушены (позже восстановлены в 1983 году).
Будущие китайские лидеры, такие как Чжоу Эньлай и Е Цзяньин, также присутствовали в городе во время пожара. Устное описание пожара было написано Го Можо, который также оказался в Чанше во время пожара.

## Последствия

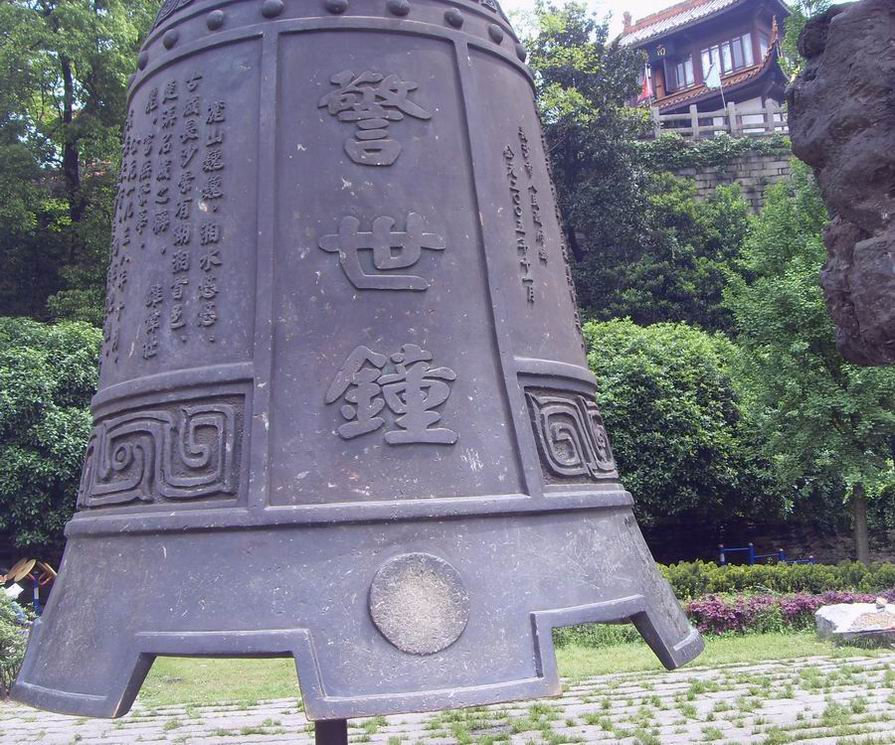
Скульптура колокола полиции

В китайском языке иероглиф «вэнь» в термине «Пожар Вэньси» относится к коду телеграфной аббревиатуры дня месяца, в то время как «си» (что означает «ночь») относится ко времени пожара.
18 ноября Чан Кайши приказал казнить трех обвиняемых по этому делу. Чжан Жижун, председатель правительства Хунани, также впоследствии ушел в отставку.
19 ноября на развалины Чанши вернулись продовольственные рынки. К тому времени 3 человека продавали мясо, а 2 — овощи.
Колокольня и больница Сянъя пережили пожар.
Страх Чана оказался ошибочным. Город отразил три отдельные атаки японцев в 1939, 1941 и 1942 годах. Город пал перед японцами в 1944 году, во время в четвертой битве при Чанше, хотя к тому времени город уже не имел стратегического значения.
В июле 2005 года в Чанше был построен первый мемориал, посвященный этому событию, — мемориальная стена на месте старой ламповой компании. Мемориальная стена расположена на берегу реки Сян. В том же году был также установлен огромный колокол полиции.

## Потерянная история
До пожара Чанша был одним из немногих крупных городов Китая, который за 2000 лет не сдвинулся с места. Пожар, однако, уничтожил все культурные накопления, которые город сохранил с период Вёсен и Осеней.

## В культуре
Пожар показан в сериале «Битва за Чанша»